# Andy Linighan
Andy Linighan (Hartlepool, 18 giugno 1962) è un ex calciatore inglese, di ruolo difensore.

## Carriera
Ha giocato 602 incontri di campionato realizzando 28 marcature.

## Palmarès

### Club

#### Competizioni nazionali
- Campionato inglese: 1

Arsenal: 1990-1991
- Charity Shield: 1

Arsenal: 1991
- Coppa di Lega inglese: 1

Arsenal: 1992-1993
- Coppa d'Inghilterra: 1

Arsenal: 1992-1993

#### Competizioni internazionali
- Coppa delle Coppe: 1

Arsenal: 1993-1994